# Temenis goesi
Temenis goesi är en fjärilsart som beskrevs av Anton Heinrich Fassl 1922. Temenis goesi ingår i släktet Temenis och familjen praktfjärilar. Inga underarter finns listade i Catalogue of Life.